# Дом Булатова

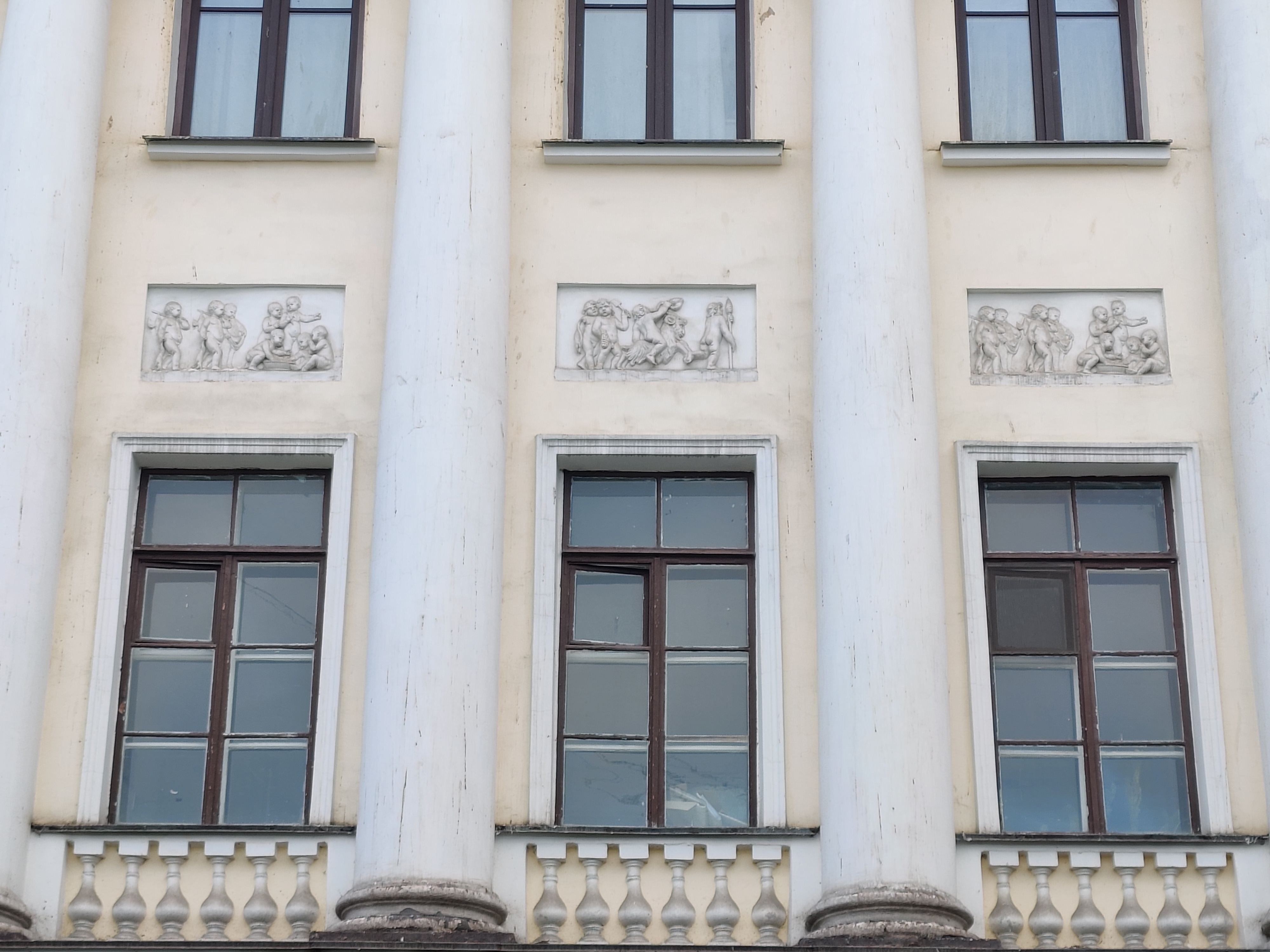
Скульптурные панно на здании

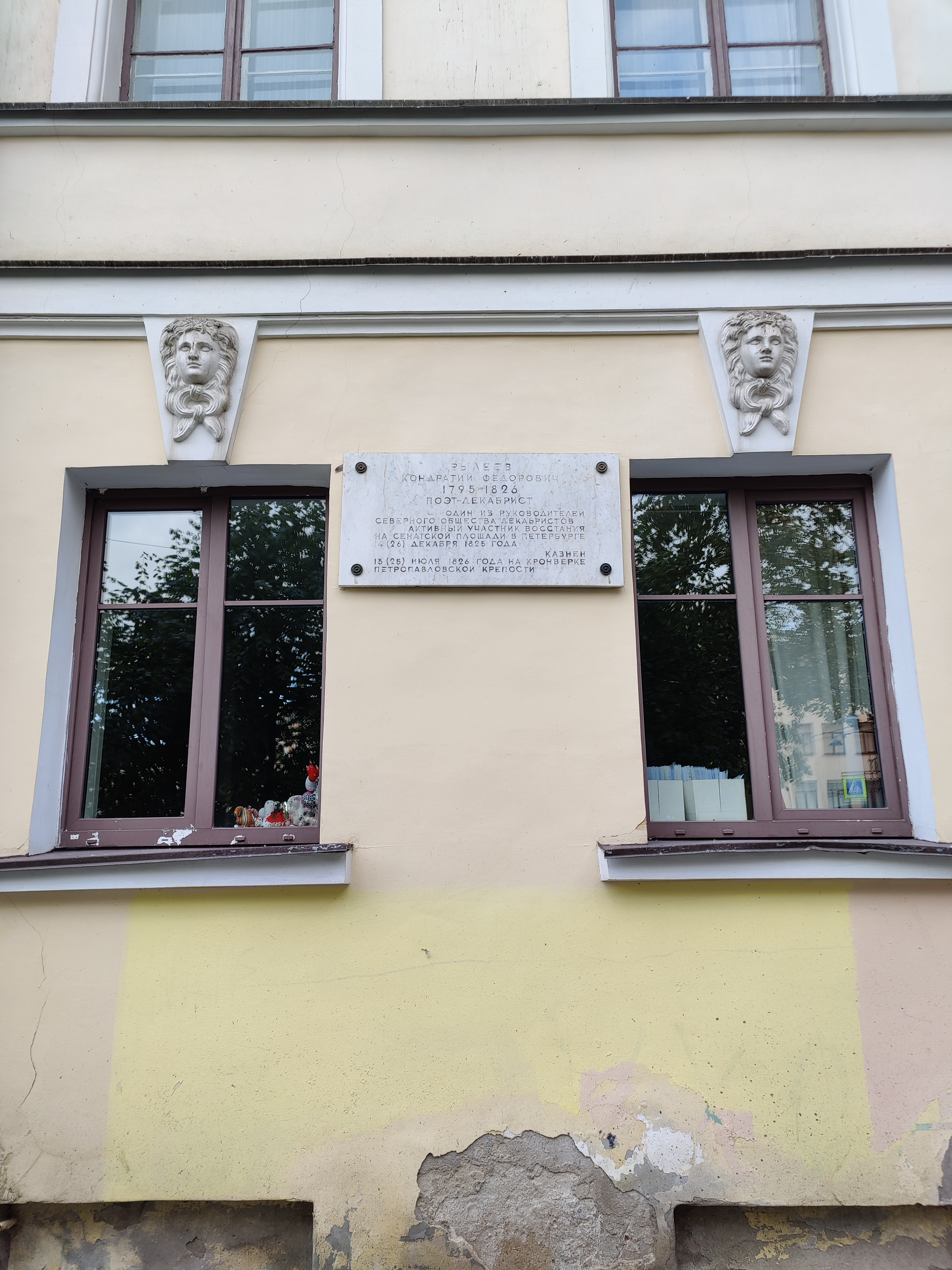
Маскароны и мемориальная доска

Дом Булатова — памятник архитектуры. Расположен в Санкт-Петербурге, современный адрес дома — улица Рылеева, 1, улица Короленко, 9.
Трёхэтажный жилой дом, построен в 1807—1915 годах, архитектор неизвестен. По центру главного фасада, выходящего на улицу Рылеева, расположен шестиколонный портик ионического ордера с треугольным фронтоном, стоящий на аркаде первого этажа. На замковых камнях — лепные маски, на стенах скульптурные панно. Планировка типична для своего времени, на 1970е годы в доме сохранились характерные лестницы на столбах и сводах, в некоторых помещениях — лепные карнизы, фриз с венками, ионические пилястры с пальметтами над капителями. После капитального ремонта внутренняя планировка была в основном утрачена.
В начале XIX века участком владел Г. Ф. Соболевский; после его смерти в 1807 году на участке началось строительство дома, но наследникам Соболевского завершить работы не удалось, участок получила одна из кредиторов — Мария Богдановна Булатова (урождённая Нилус). При ней строительство было доведено до конца.
В 1820-е годы в доме проходили собрания декабристов, к которым относился сын хозяев дома, А. М. Булатов. С 1825 по 1829 годы, когда Спасо-Преображенский собор сгорел и ещё не был восстановлен, службы проходили в походной церкви дома Булатовых.
Александр Михайлович Булатов-младший после выхода в отставку продал дом коллежскому асессору Александру Александровичу Лисицыну, до 1917 года дом принадлежал его дочери. При Лисицыне в 1838 году расположенный по улице Короленко одноэтажный флигель был надстроен двумя этажами, работы проводил Д. Лукини (в 1897—1918 годах в этом доме была редакция и контора журнала «Русское богатство»). 
В 1839 г. слева по улице Рылеева был пристроен трёхэтажный, с двумя эркерами, дом по проекту А. П. Гемилиана, в него въехала писарная команда экономического комитета военных поселений, в частности, в доме жил Лаврентий Авксентьевич Серяков.
Со стороны Артиллерийского переулка на участке с начала XIX века был двухэтажный деревянный дом. В 1861 года планировалось заменить его на фотографический павильон «на чугунных колонках» по проекту И. А. Мерца, но в итоге дом стоял до 1910-х годов. В 1860—1864 годах в нём, а затем в главном доме жил Сергей Петрович Боткин.
В 1869 году в доме жил В. И. Суриков. В 1870 году в доме размещалась редакция журнала «Русская старина». В 1883—1884 году в доме жил А. Н. Плещеев, в его квартире располагалась редакция журнала «Отечественные записки».
В 1902—1903 годах в доме Булатовых жил Н. А. Шильдкнехт, в 1909—1915 годах — В. Г. Короленко.